# Осиновка (Жлобинский район)
Осиновка (бел. Асінаўка) — деревня в Кировском сельсовете Жлобинского района Гомельской области Беларуси.

## География

### Расположение
В 10 км на северо-восток от Жлобина, в 9 км от железнодорожной станции Хальч (на линии Бобруйск — Гомель), в 103 км от Гомеля.

## Гидрография
На реке Ржавка (приток реки Днепр).

## Транспортная сеть
Рядом автодорога Бобруйск — Гомель. Планировка состоит из криволинейной короткой улицы, ориентированной с юго-запада на северо-восток и застроенной двусторонне, неплотно деревянными усадьбами.

## История
Согласно письменным источникам известна с XIX века Согласно переписи 1897 года околица, в Староруднянской волости Рогачёвского уезда Могилёвской губернии. В 1930 году организован колхоз «2-я пятилетка». 18 жителей погибли во время Великой Отечественной войны. Согласно переписи 1959 года в составе совхоза «Бобовский» (центр — деревня Бобовка).
До 4 января 2002 года в составе Майского сельсовета.

## Население

### Численность
- 2004 год — 13 хозяйств, 17 жителей.

### Динамика
- 1897 год — 3 двора, 25 жителей (согласно переписи).
- 1959 год — 82 жителя (согласно переписи).
- 2004 год — 13 хозяйств, 17 жителей.